# 朝阳地区
朝阳地区，辽宁省已撤消的地区。1970年由盘锦垦区改置。在今辽宁省北部。

## 历史沿革
- 中华民国二十年（1931年）属热河省管辖。民国二十三年（1934年）分属热河、锦州省管辖。民国二十九年（1940）建昌县与喀左合并，置喀喇沁左翼公署，归热河省管辖；朝阳县改为吐默特右旗，建平县并为喀喇沁右旗，北票县划为吐默特申旗，属锦州省管辖。
- 1956年归辽宁省。1958年以朝阳县城区设立朝阳市。原锦州专区所属朝阳、建平（驻建平镇）、北票、建昌、凌源等5县和喀喇沁左翼蒙古族自治县（驻大城子镇）交由朝阳市领导。1959年建平县驻地由建平镇迁叶柏寿镇。
- 1964年撤销朝阳市，并入朝阳县。设立朝阳专区，专署驻朝阳县。原朝阳市所属朝阳、建平（驻叶柏寿镇）、北票、凌源、建昌5县和喀喇沁左翼蒙古族自治县（驻大城子镇）划归朝阳专区。辖5县、1自治县。
- 1970年朝阳专区改称朝阳地区。1979年8月30日，国务院批准复设朝阳市（1980年6月正式成立），朝阳市由朝阳地区领导。地区驻朝阳市，辖1市、5县、1自治县。
- 1984年6月30日，朝阳市升为省辖市，设立双塔、龙城两个区，撤销朝阳地区，将朝阳、北票、建平、建昌、凌源5县和喀尔沁蒙古族自治县划归朝阳市管辖。